# Città delle Stelle
La Città delle Stelle (in russo Звёздный городок?, Zvëzdnyj gorodok) è una cittadina della Russia europea centrale, situata nell'oblast' di Mosca; dal punto di vista amministrativo, costituisce una città chiusa posta sotto il controllo del governo federale.

## Descrizione
La Città delle Stelle è un centro militare di addestramento e ricerca spaziale situato 32 km a nord-est della capitale russa nei pressi della cittadina di Ščëlkovo nell'oblast' di Mosca. Dagli anni sessanta hanno vissuto e si sono addestrati alla Città delle Stelle cosmonauti e aspiranti tali.
In epoca sovietica la Città delle Stelle era una città chiusa, isolata dal resto del mondo, Unione Sovietica compresa, ed era conosciuta come Ščëlkovo-14 (in russo Щелково-14) o Villaggio delle Stelle (пос. Звездный). Molti cosmonauti russi e personale del Centro di Addestramento vivono alla Città delle Stelle con le proprie famiglie.
La città ha il proprio ufficio postale, istituto superiore, museo della conquista e dell'esplorazione spaziale, negozi, stazione ferroviaria e campi sportivi. Inoltre, nei pressi della cittadina, a disposizione del centro di addestramento sorge la base aerea di Čkalovskij (Чкаловский).

## Amministrazione

### Gemellaggi
- Nassau Bay
- Slovenske Konjice